# أحمد الجري
أحمد الجري لاعب كرة قدم في نادي الهلال سابقاً، ولد في 1984م في المملكة العربية السعودية. بدأ مسيرته الكروية في نادي الفتح بالأحساء، ثم لعب في نادي الهلال، بعد ذلك انتقل للعب في نادي الطائي عام 2007 م، تحديداً في مركز الدفاع للنادي.